# Hans Wehrli-Frei
Hans Wehrli-Frei (* 19. März 1927; † 16. Oktober 2011 in Winterthur) war ein Schweizer Leichtathlet.

## Leben
Wehrli wurde am 19. März 1927 geboren. Sein Vater war Ruedi Wehrli, seines Zeichens einer der Mitbegründer des Eidgenössischen Leichtathletikverbands. Er begann in jungen Jahren mit Turnen und Mehrkampf und spezialisierte sich in den Jahren 1948 und 1949 für die Sprintdisziplinen, die bei ihm beim «Quer durch Zürich» entdeckt wurden.
In seiner Karriere erkämpfte er sich 15 nationale Titel, unter anderem wurde er 5-facher Schweizer Meister im 100-Meter-Lauf und 4-facher Meister über 200 Meter. 1950 nahm er erstmals an den 4. Europameisterschaften in Brüssel teil, schied aber über 100 Meter bereits im Vorlauf aus. Sein Karrierehighlight war die Teilnahme an den Olympischen Spielen 1952 in Helsinki, wo er über 100 Meter den Viertelfinal erreichen konnte. Ebenfalls angetreten ist er über 200 Meter und als Läufer in der 4-mal-100-Meter-Staffel, kam dabei jeweils nicht über die Vorrunde hinaus. An den Europameisterschaften 1954 in Bern trat er über 100 und 200 Meter an und erreichte jeweils den Halbfinal. Seine letzte Leichtathletik-EM absolvierte er 1958 in Stockholm, als er nochmals im 100-Meter-Lauf antrat und bis in den Halbfinal kam. Wehrli war damit in den 1950er-Jahren der erfolgreichste Athlet des Stadtturnvereins Winterthur, dem er die ganze Zeit angehörte.
Hans Wehrli-Frei verstarb am 16. Oktober 2011 im Alter von 84 Jahren in Winterthur. Er hinterlässt seine Frau Lisa sowie drei Kinder.